# Carpano (equipa ciclista)
A equipa Carpano, conhecido posteriormente como Sanson, foi um equipa de ciclismo italiana, de ciclismo de estrada que competiu entre 1956 e 1966.
Os seus sucessos mais importantes seriam as duas vitórias finais ao Giro d'Italia por parte de Franco Balmamion.

## Corredor melhor classificado nas Grandes Voltas
| Ano  | Giro d'Italia              | Tour de France       | Vuelta a España |
| ---- | -------------------------- | -------------------- | --------------- |
| 1956 | 20.º Tranquillo Scudellaro | -                    | -               |
| 1957 | 60.º Pietro Nascimbene     | -                    | -               |
| 1958 | 11.º Jan Adriaensens       | -                    | -               |
| 1959 | 10.º Gastone Nencini       | -                    | -               |
| 1960 | 2.º Gastone Nencini        | -                    | -               |
| 1961 | 10.º Nico Defilippis       | -                    | -               |
| 1962 | 1.º Franco Balmamion       | 4.º Gilbert Desmet   | -               |
| 1963 | 1.º Franco Balmamion       | 53.º Loris Guernieri | -               |
| 1964 | 2.º Italo Zilioli          | -                    | -               |
| 1965 | 2.º Italo Zilioli          | -                    | -               |
| 1966 | 2.º Italo Zilioli          | -                    | -               |

## Principais resultados
- Volta à Suíça: Rolf Graf (1956), Attilio Moresi (1961)
- Três dias de Flandres Ocidental: Frans Van Looveren (1956)
- Milano-Torino: Ferdi Kübler (1956), Angelo Conterno (1958), Walter Martin (1961), Franco Balmamion (1962)
- Paris-Roubaix: Fred De Bruyne (1957)
- Paris-Tours: Fred De Bruyne (1957)
- Volta à Flandres: Fred De Bruyne (1957), Germain Derycke (1958)
- Giro de Lombardia: Nino Defilippis (1958)
- Giro do Piamonte: Nino Defilippis (1958)
- Giro del Ticino: Jan Adriaensens (1958), Italo Zilioli (1965)
- Giro do Lacio: Nino Defilippis (1958, 1962)
- Campeonato de Zurique: Giuseppe Cainero (1958), Angelo Conterno (1959), Franco Balmamion (1963), Italo Zilioli (1966)
- Liège-Bastogne-Liège: Fred De Bruyne (1958)
- Paris-Nice: Fred De Bruyne (1958)
- Prêmio Nacional de Clausura: Joseph Planckaert (1959)
- Campeonato de Flandres: Gilbert Desmet (1960)
- Giro da Toscana: Nino Defilippis (1960), Giorgio Zancanaro (1964)
- Giro de Emilia: Diego Ronchini (1961), Italo Zilioli (1963)
- Giro del Veneto: Nino Defilippis (1961), Italo Zilioli (1963, 1964)
- Giro dos Apeninos: Franco Balmamion (1962), Italo Zilioli (1963)
- Coppa Bernocchi: Raffaele Marcoli (1966)

### Às grandes voltas
- Giro d'Italia
  - 11 participações (1956, 1957, 1958, 1959, 1960, 1961, 1962, 1963, 1964, 1965, 1966)
  - 22 vitórias de etapa:
    - 1 em 1956: Pietro Nascimbene
    - 2 em 1958: Nino Defilippis (2)
    - 2 em 1959: Gastone Nencini, Nino Defilippis
    - 2 em 1960: Gastone Nencini (2)
    - 1 em 1961: Nino Defilippis
    - 2 em 1962: Antonio Bailetti, Giuseppe Sartore
    - 5 em 1963: Vendramino Bariviera (3), Nino Defilippis, Antonio Bailetti
    - 2 em 1964: Vendramino Bariviera, Giorgio Zancanaro
    - 2 em 1965: Luciano Galbo, Italo Zilioli
    - 3 em 1966: Vendramino Bariviera (2), Raffaele Marcoli

  - 2 classificação finais:
    - Franco Balmamion (1962, 1963)

  - 2 classificações secundárias:
    - Classificação por equipas: (1958, 1963)

- Tour de France
  - 2 participações (1962, 1963)
  - 2 vitórias de etapa:
    - 1 em 1962: Antonio Bailetti
    - 1 em 1963: Antonio Bailetti

  - 0 classificações secundárias:

- Volta a Espanha
  - 0 participações